# Vanda scandens
Vanda scandens är en orkidéart som beskrevs av Richard Eric Holttum. Vanda scandens ingår i släktet Vanda och familjen orkidéer. IUCN kategoriserar arten globalt som starkt hotad. Inga underarter finns listade i Catalogue of Life.